# Tomopeatinae
Sous-famille
Les Tomopeatinae forment une sous-famille de mammifères chiroptères (chauves-souris) de la famille des Molossidae.
Cette sous-famille de chauves-souris comprend un genre :
- Tomopeas